# Blaster Master
Blaster Master — локалізована версія японської відеогри Chou Wakusei Senki Metafight. Японська і американська версії ігор мають однакову графіку і геймплей, але сюжет був повністю змінений для американського релізу.
Механіка геймплея дозволяє гравцям повертатися на пройдені локації, причому це необхідно, щоб пройти гру. Іншим важливим аспектом гри є здатність головного персонажа отримувати сили переможених босів.
Після випуску гра отримала в основному позитивні відгуки: Nintendo Power's — 63 місце з 100 кращих ігор, Electronic Gaming Monthly — 184 місце з 200 великих відеоігор.

## Сюжет гри
Жив на світі звичайний хлопчик на ім'я Jason Frudnick. З домашніх тварин у хлопчика була симпатична жаба. Якось раз вона вистрибнула з банки, вискочила на вулицю через вікно і пострибала до контейнера з написом «радіація», що стояв недалеко від будинку. Жаба тут же з'їла частину вмісту контейнера, в одну мить збільшилася в розмірах, вирила тунель в землі і поповзла в невідомі глибини.
Хлопчик кинувся за нею і стрибнув у яму, на дні якої виявив якусь подобу танка — бойовій всюдихід SOPHIA Nora MA-01 (Subatomic Omni-directional Probative Hyper-responsive Indomitable Abdicator (3rd Design) Nora MA-01, Аналог — субатомних Односпрямований ФАЗОТРОН Випромінювач Ядерної енергії). Ця бойова машина була оснащена потужною гарматою-бластером. Історія замовчує, куди пропав пілот всюдихода, але в салоні машини лежав бронескафандр. Хлопець тут же надів його, сів у машину і помчав по підземному тунелю, який привів його в інший, підземний світ, населений жахливими істотами.
В процесі пошуку жаби герой досліджує підземний світ, йому необхідно знайти і перемогти босів кожного з восьми підземних рівнів. Після перемоги над босом гравець отримує апгрейд для машини. Всюдихід модернізується протягом всієї гри, поступово перетворюючись в прибери-машину, яка вміє плавати, літати і їздити по стінах. Зустріч з жабою для хлопця буде не з приємних: радіація сильно змінила її розум.

## Предмети
- P — поповнює графік життя. Існує миготлива версія, яка поповнює 50 % очок життя.
- H — поповнює паливо HOV. Існує миготлива версія, що поповнює 50 % палива.
- Пістолет — збільшує потужність стрільби, коли ви в кімнаті (вид зверху). Миготлива версія збільшує на 50 %.
- Ракета — випускає 3 ракети вперед. Щоб це зробити, потрібно натиснути: Вниз + Стрільба
- H Ракета — випускає до 4 самонавідних ракет, що летять на ворогів. Щоб це зробити, потрібно натиснути: Вниз + Стрільба
- Блискавка — випускає розряд блискавки з-під машини. Щоб це зробити, потрібно натиснути: Вниз + Стрільба

### Апгрейди Машини
- 1-й апгрейд — Виходить в 1 році рівні. Збільшує потужність бластера, робить його здатним вбивати сильних монстрів.
- 2-й апгрейд — Виходить у 2-му рівні. Збільшує потужність бластера, робить його здатним знищувати блоки.
- Літаючий апарат — Виходить в 3-му рівні. Здатність до зльоту, з'являється індикатор палива HOV. Виконується за допомогою H
- Ключ — Виходить в 4-му рівні. Марний. Потрібен лише для проходу на наступний рівень.
- Плаваючий апарат — Виходить у 5-му рівні. Здатність плавати під водою.
- Пересування по стінах — Виходить в 6-му рівні. Надає можливість їздити по стінах.
- Пересування по стелі — Виходить в 7-му рівні. Надає можливість їздити по стелі.

## Рівні
- Area 1 — Гра починається з цього рівня. Щоб потрапити у 2-й рівень, необхідно перемогти боса і отримати апгрейд, який збільшить силу бластера машини, зробивши її здатною вбити монстра, що перегороджують прохід.
- Area 2 — Рівень, що нагадує середньовічний замок. Щоб потрапити в 3-й рівень, необхідно перемогти боса і збільшити силу бластера, отримавши здатність пробивати бетонні стіни.
- Area 3 — Високотехнологічний рівень. Тут, перемігши боса, ви отримаєте можливість літати (з'явиться індикатор палива HOV). Його можна поповнювати, збираючи кулі з H. Для того, щоб потрапити в 4-й рівень, поверніться в самий початок 1-го рівня і летите вгору.
- Area 4 — Рівень, схожий на каналізацію. Тут, убивши боса, гравець отримує ключ для доступу в 5-й рівень.
- Area 5 — Підводний рівень. Так як машина плавати нездатна, вам треба буде пройти рівень без неї. Після вбивства боса машина знаходить можливість плавати під водою.
- Area 6 — Крижаний рівень. Тут управління машиною утруднено, так як вона ковзає. Убивши боса, ви отримаєте можливість їздити по стінах. Щоб потрапити в 7-й рівень, необхідно повернутися в 2-й рівень. Там є кімната з високими стінами, в якій дістатися до верхньої двері за допомогою здатності літати неможливо (не вистачає палива HOV).
- Area 7 — Дія відбувається в жерлі вулкана. Після вбивства боса машина знаходить можливість їздити по стелі. Щоб потрапити в останній, 8-й рівень, необхідно повернутися в 3-й рівень. Там є секція з великими шипами, огороджувальними шлях. Комбінуючи їзду по стінах і стелі, ви минете цю стіну і зможете перейти в останній рівень.
- Area 8 — Інопланетний рівень. Тут присутні відразу 2 боса. Вбивши їх ви закінчите гру.